# Psychotria grandistipulata
Psychotria grandistipulata är en måreväxtart som först beskrevs av Carl Karl Adolf Georg Lauterbach, och fick sitt nu gällande namn av W.Arthur Whistler. Psychotria grandistipulata ingår i släktet Psychotria och familjen måreväxter. Inga underarter finns listade i Catalogue of Life.